# Delta (staat)
Delta is een Nigeriaanse staat. De hoofdstad is Asaba, de staat heeft 4.330.587 inwoners (2007) en een oppervlakte van 17.698 km².

## Geografie
De staat is gelegen in het noordwesten van de Nigerdelta, waar het ook zijn naam van heeft. De grootste stad is Warri.

## Lokale bestuurseenheden
De staat is verdeeld in 25 lokale bestuurseenheden (Local Government Areas of LGA's) die elk verdeeld zijn in drie districten.
In de tabel hieronder zijn inwonersaantallen uit 2006 gebruikt:
| Delta Central Senatorial District | 1.575.738 |  | Delta North Senatorial District | 1.293.074 |  | Delta South Senatorial District | 1.229.282 |
| --------------------------------- | --------- |  | ------------------------------- | --------- |  | ------------------------------- | --------- |
| Ethiope East                      | 200.792   |  | Aniocha North                   | 104.711   |  | Bomadi                          | 86.644    |
| Ethiope West                      | 203.592   |  | Aniocha South                   | 140.604   |  | Burutu                          | 209.666   |
| Okpe                              | 130.029   |  | Ika North East                  | 183.657   |  | Isoko North                     | 144.155   |
| Sapele                            | 171.888   |  | Ika South                       | 162.594   |  | Isoko South                     | 227.712   |
| Udu                               | 143.361   |  | Ndokwa East                     | 103.171   |  | Patani                          | 67.707    |
| Ughelli North                     | 321.028   |  | Ndokwa West                     | 149.325   |  | Warri North                     | 137.300   |
| Ughelli South                     | 213.576   |  | Oshimili North                  | 115.316   |  | Warri South                     | 303.417   |
| Uvwie                             | 191.472   |  | Oshimili South                  | 149.306   |  | Warri South West                | 116.681   |
|                                   |           |  | Ukwuani                         | 120.390   |  |                                 |           |

Abia · Adamawa · Akwa Ibom · Anambra · Bauchi · Bayelsa · Benue · Borno · Cross River · Delta · Ebonyi · Edo · Ekiti · Enugu · Gombe · Imo · Jigawa · Kaduna · Kano · Katsina · Kebbi · Kogi · Kwara · Lagos · Nassarawa · Niger · Ogun · Ondo · Osun · Oyo · Plateau · Rivers · Sokoto · Taraba · Yobe · Zamfara
Federaal district: Federal Capital Territory